# Ayala (Hiszpania)
Ayala (bask. Aiara) – gmina w Hiszpanii, w prowincji Álava, w Kraju Basków, o powierzchni 140,86 km². W 2011 roku gmina liczyła 2918 mieszkańców.